# Michaela Huser
Michaela Huser (* 15. Juni 1987, heimatberechtigt in Wettingen) ist eine Schweizer Politikerin der Schweizerischen Volkspartei (SVP). Sie gehörte von 2017 bis 2021 dem Grossen Rat des Kantons Aargau an und wurde 2020 mit den meisten Stimmen aller Kandidierenden im Kanton gewählt. 
Huser hat einen Master in Volks- und Betriebswirtschaft und arbeitet als Ökonomin bei der Schweizer Helvetia Versicherung. Sie ist seit 2014 Einwohnerrätin in ihrer Wohn- und Heimatgemeinde Wettingen. Dort gehört sie der Fraktion SVP an und war deren Fraktions-Präsidentin.
Im Oktober 2019 kandidierte sie bei den Nationalratswahlen für die SVP. Mit ihren erreichten 50025 Stimmen fehlten ihr jedoch rund 5000 Stimmen für den Einzug ins Parlament.